# Slag om Grozny (november 1994)
De Novemberaanval op Grozny van 1994 was een poging van Russische inlichtingendiensten om de Tsjetsjeense regering van Dzjochar Doedajev te verwijderen door de Tsjetsjeense hoofdstad Grozny te veroveren. De aanval werd op 26 november 1994 uitgevoerd door de Tsjetsjeense oppositieraad onder leiding van Oemar Avturkhanov, met heimelijke steun van Russische pantservoertuigen en gevechtsvliegtuigen. Het gevecht duurde slechts 10 uur, waarna Itsjkerië de aanval had afgeslagen.
De Russische regering ontkende officieel militair betrokken te zijn bij de operatie, maar steunde de Tsjetsjeense oppositie openlijk. De aanval eindigde in een nederlaag voor de aanvallers waarbij honderden strijders gedood of gevangengenomen werden. Daar kwam nog eens bij dat 70 Russen werden gedood en 35 tot 120 gevangengenomen. Doedajev dreigde de gevangenen te executeren in een poging om Rusland haar betrokkenheid toe te laten geven. Moskou eiste hierop dat de gevangenen vrijgelaten zouden worden en de strijdkrachten van Itsjkerië de wapens neer zouden leggen, anders zou er een militaire interventie plaatsvinden. Het incident leidde tot de grootschalige militaire invasie van Tsjetsjenië vanaf december 1994.

## Achtergrond
In de zomer van 1994 begon de FSK (de opvolger van de KGB en de voorganger van de FSB) een actieve samenwerking met leiders van de Tsjetsjeense interne oppositie tegen Doedajev. Deze weerstandsgroepen werden verenigd onder de voorlopige raad van de Tsjetsjeense republiek. Strijdkrachten onder leiding van Oemar Avturkhanov (een voormalig officier van de Sovjet MVD) en Beslan Gantemirov (een voormalig burgemeester van Grozny en oud-bondgenoot van Doedajev) kregen geld, training en (zware) wapens van Moskou. Gevechten tussen de oppositie en Doedajev begon in de maanden augustus en september. Rond deze tijd bouwde de oppositie een goed bewapende strijdkracht van een paar honderd man op, uitgerust met pantservoertuigen en heimelijk gesteund door Russische helikopters vanaf een vliegbasis in Mozdok. Deze militaire operatie had zijn climax tijdens een aanval op Grozny op 15-16 oktober, toen de milities van Gantamirov en Roeslan Labazanov een mislukte poging deden om de stad tijdens een gezamenlijke aanval in te nemen. Labazanov had eerder op 24 augustus al een poging gedaan om de stad te veroveren.
Teleurgesteld met de gefaalde operaties en bewust van hun militaire zwakte tot en na de oktoberaanval intensiveerden de Tsjetsjeense oppositieleden met hulp van voormalig doema-voorzitter Roeslan Khasboelatov hun druk op de FSK en de staf van president Boris Jeltsin om een meer directe aanpak door Moskou. Als gevolg hiervan kregen Avturkhanov en Gantemirov alle wapens, instructeurs, training en media-aandacht die ze vroegen als voorbereiding op een grote aanval. In oktober beval de Russische minister van defensie generaal Pavel Gratsjev het opzetten van een speciale taskforce bestaand uit tankbemanningsleden uit elite-eenheden en ander Russische personeel waaronder 18 helikopterpiloten. Deze werden voorzien van valse documenten naar Tsjetsjenië gestuurd. Nog 50 pantservoertuigen werden door de FSK ingebracht.

## Aanval
Op 22 november begon de voorlopige raad de voorbereidingen voor hun laatste aanval op Grozny. Een grote groep Russische officieren onder leiding van generaal Mikhail Kolesnikov vloog van Moskou naar Mozdok. Generaal Gennady Zhoekov werd toevertrouwd met het direct overzien van gevechtsoperaties. Een konvooi van Russische pantservoertuigen trok Tsjetsjenië binnen. Het eerste gevecht vond 10 kilometer achter de grens plaats nabij Tolstoj-Joert toen een kleine groep strijders het konvooi in een hinderlaag aanviel en twee tanks vernietigde. Het konvooi werd nogmaals aangevallen bij Alkhan-Kala (Jermolovka) waarbij nog een tank vernietigd werd. Ondanks deze voorvallen werd er geschat dat de strijders van Doedajev Grozny niet zouden kunnen verdedigen tegen een aanval van deze schaal.
In de ochtend van 26 november trokken de Russen en hun Tsjetsjeense bondgenoten de hoofdstad vanaf twee kanten binnen met gemotoriseerde colonnes. Eén van de colonnes kwam door het district Nadterezjni, en de andere door het district Oeroes-Martanovski. Meerdere ongemarkeerde aanvalsvliegtuigen boden steun aan deze aanval. Volgens Tsjetsjeense commandant Dalkhan Khozhajev bestond de aanvallende strijdkracht uit 42 T-72 tanks, 8 BTR-80 pantserinfanterievoertuigen, verscheidene andere voertuigen, een aantal vliegtuigen, en meer dan 3.000 man. Russische bronnen geven vergelijkbare aantallen van zo'n 40-42 tanks (waarvan er 14 door Tsjetsjenen bemand zouden zijn en de rest door Russen) met ondersteuning van zes helikopters en zes Soechoj Soe-27 straaljagers. Wel geven Russische bronnen lagere aantallen manschappen van 1.000 tot 1.500 Tsjetsjeense militiestrijders. De aanval werd beantwoord met een geïmproviseerde maar krachtige verdediging door de Tsjetsjeense regeringstroepen. In de buurt van het Tsjetsjeense presidentiële paleis werd een hinderlaag verricht en ook bij het hoofdkwartier van de veiligheidsdienst, het treinstation en het televisiestation werd gevochten. De aanval liep al snel uit op een ramp toen de verdedigers de meeste pantservoertuigen buitmaakten of in brand staken. Groepen Russische militairen werden ondertussen gevangengenomen (vooral na het insluiten van een grote groep bij het Kirovpark) en de Tsjetsjeense oppositie werd volledig afgeweerd.

## Nasleep
Deze nederlaag was rampzalig op militair en politiek niveau. Elke Russische betrokkenheid bij de operatie werd eerst ontkend maar later toegegeven toen 20 gevangengenomen Russische militairen voor tv-camera's werden voorgedragen en Doedajev dreigde deze te executeren als Jeltsin hun rol zou blijven ontkennen. Op 1 december zwoer Jeltsin de Russische gevangenen te helpen, de eerste indirecte erkenning van Russische betrokkenheid.
De gefaalde coup beperkte de mogelijkheden waarop Rusland een proxyoorlog tegen Doedajev kon voeren en leidde tot een directe invasie in december 1994. Op 28 november hield de Russische veiligheidsraad een noodvergadering waar een geheim besluit werd aangenomen om een militaire operatie in Tsjetsjenië voor te bereiden binnen 14 dagen. De Russische premier Viktor Tsjernomyrdin riep Jeltsin op om "De wettelijke orde in Tsjetsjenië te herstellen". Op dezelfde dag vernietigden Russische gevechtsvliegtuigen alle militaire en civiele vliegtuigen waar Doedajev's regering beschikking over had. Ook werden de landingsbanen van de twee vliegvelden nabij Grozny vernietigd. op 29 november gaf Jeltsin 48 uur voor de Tsjetsjenen om alle "illegale strijdkrachten" te ontbinden, te ontwapenen en om alle gevangenen vrij te laten. Op 10 december 1994 kregen tienduizenden Russische militairen het bevel om naar Grozny op te rukken vanuit Dagestan, Ingoesjetië en Noord-Ossetië waarmee de Eerste Tsjetsjeense Oorlog van start ging.